# Tomás Olias Gutiérrez
Tomás Olias Gutiérrez (Madrid, 4 de febrer de 1969) és un exfutbolista madrileny, que jugava com a defensa central.

## Trajectòria
Sorgit del planter del madrileny CDC Moscardó, arribaria al primer equip el 1987. El 1989 fitxa per l'Unión Estepona i a l'any següent, per l'Atlético Marbella, amb qui debutaria a la Segona Divisió a la 1992/93, jugant 35 partits.
L'estiu de 1993 fitxa pel Reial Betis. En la seua primera campanya com a verd-i-blanc disputa 28 partits i marca 4 gols, que contribueixen a l'ascens del Betis a la màxima categoria. En Primera Divisió, Olias formaria cinc anys amb els sevillans, jugant força partits però sense assentar-se a la titularitat.
A la 1999/00 marxa a la UD Las Palmas, amb qui assoleix un nou ascens a Primera, sent peça clau en la fita. Es manté dos anys més al club insular, però a la segona campanya, la 2001/02, els canaris retornen a Segona. Llavors, el madrileny fitxa pel Llevant UE, a la categoria d'argent, amb qui jugaria la seua darrera temporada, apareixent en 35 ocasions.